# Sonet Records

Logo des Labels, 1950er Jahre bis 1970

Single-Logo des Labels, 1970 bis ca. 1986

CD-Logo des Labels, 1986 bis 1991

Sonet Records, auch Sonet Grammofon AB ist ein Jazz- und Blues-Label, gegründet in Schweden 1956.

## Geschichte des Labels
Sonet Records wurde 1957 von Sven Lindholm und Gunnar Bergström gegründet, die zuvor ein Schallplatten-Importgeschäft aufgebaut hatten. 1960 stieß Dag Häggquist hinzu, der schon mit 16 Jahren mit einem älteren Partner begonnen hatte, US-amerikanische Jazzplatten zu importieren; erstes Album war Miles Davis’ Blue Moods, zu dieser Zeit die erste 12-Inch-Schallplatte auf dem schwedischen Markt. Im März 1957 produzierte Dag Häggquist eine erste EP mit dem amerikanischen Jazztrompeter Benny Bailey; außerdem lernte er Rune Öfwerman kennen, eine damals in Schweden populären Jazzpianisten; mit ihm gründete er das kleine Label Gazell Records. Mit Öfwermanns Jazztrio hatten sie einen ersten Hiterfolg (Old Spice).
Durch einen lokalen Plattenhändler lernte er schließlich Lindholm und Bergström kennen, die gerade ihr Sonet-Label gestartet hatten; sie übernahmen den Jazzkatalog von Gazell Recordds; Dag Häggquist wurde Teilhaber der Firma. Mit dem Aufstieg der Schallplatten-Industrie zu Beginn der 1960er Jahre hatten sie auch Erfolge mit Platten von Bill Haley.  Schließlich expandierte die Firma zusätzlich ins Film- und Videogeschäft und übernahm später das dänische Plattenlabel Storyville Records.  Das Label Sonet publizierte neben skandinavischen Musikern wie Alrune Rod, Svend Asmussen, Arne Domnerus, Rolf Ericson, Lars Gullin, Bengt Hallberg, Karin Krog und Teencats zahlreiche Aufnahmen US-amerikanischer Musiker wie Chet Baker, Ruby Braff, Bob Brookmeyer, Benny Carter, Don Cherry, Al Cohn, Art Farmer, Dizzy Gillespie, Lionel Hampton, Barney Kessel, Adam Makowicz, New York Contemporary Five, Archie Shepp, Zoot Sims Joey Tempest und Toots Thielemans, aber auch von Johnny Dyani mit Mongezi Feza und Okay Temiz. Außerdem erschienen zahlreiche Blues-Alben auf Sonet, wie von Albert Collins, Lil'Ed Williams, Lonnie Mack und Lonnie Brooks.
Lindholm und Bergström führten die Firma bis in die 1980er Jahre. 1990 wurde der Sonet-Katalog von PolyGram übernommen, 1998 von der Universal Music Group.